# هنری وارنر اسلوکوم
هنری وارنر اسلوکوم (۲۴ سپتامبر ۱۸۲۷–۱۴ آوریل ۱۸۹۴)، یکی از فرماندهان ارتش اتحادیه در طول جنگ داخلی آمریکا بود. وی پس از پایان جنگ به عنوان نماینده ناحیه نیویورک در کنگره نمایندگان آمریکا راه یافت. وی یکی از جوانترین فرمانده هان ارتش پوتوماک بود که از فرمانده یک گردان تا رسیدن به درجه سرلشگری در بسیاری از جبهه‌های نبرد مانند کمپین پنین سولا، نبرد آنتی تام، نبرد چنسلورزویل، نبرد هارپرز فری و جبهه شرقی در جنگ داخلی آمریکا تجربه نبرد را داشت.
اسلوکوم پس از پایان جنگ داخلی به عنوان نماینده شهر نیویورک در کنگره آمریکا برگزیده شد. وی درکنار سیاست، فعالیت‌های اجتماعی بسیاری در زمینه گسترش حمل و نقل شهری و پشتیبانی از طرح ساخت پل بروکلین را داشت. بطوریکه نام وی در یکی از برج‌های نگهدارنده پل در یک لوح برنزی نگاشته شده‌است. وی در ۱۴ آوریل ۱۸۹۴ بر اثر بیماری کبد در منطقه بروکلین، نیویورک درگذشت و در گورستان گرین وود نیویورک بخاک سپرده شد.

## کودکی و آموزش
اسلوکوم در دلفی، در نزدیکی شهرستان اونونداگا، نیویورک زاده شد. پدر وی متیو بی اسلوکوم و مادرش مری اوستراندر بودند. او فرزند ششم از یازده فرزند خانواده بود. وی در مدرسه دولتی عادی در آلبانی و سپس در یک مدرسه دینی بنام کازنوویا در شهرستان مدیسون به تحصیل پرداخت؛ و در ۱۶ سالگی موفق به دریافت گواهی آموزش در مدارس عمومی همان منطقه گردید. وی به مدت ۵ سال بعنوان آموزگار مشغول به کار بود.
با راهنمایی و سفارش‌های نماینده نیویورک، دانیل اف. گوت در کنگره آمریکا در سال ۱۸۴۸ در آکادمی نظامی ایالات متحده در وست پوینت نام‌نویسی کرد و در سال ۱۸۵۲ با قرارگرفتن در رتبه هفتم از میان ۴۳ دانش‌آموخته موفق به گذراندن دوران آموزش خود شد. اسلوکوم همواره به یاد می‌آورد که ژنرال فیلیپ شرایدن هم دوره و هم اتاقی وی در دوران آموزش نظامی با تدریس خصوصی به وی کمک زیادی در گذراندن آزمون‌های ریاضی به وی کرده بود. اسلوکوم پس از پایان دوره آموزش، با درجه ستوان دومی در واحد توپخانه فلوریدا و سپس در بندر چارلستون، کارولینای جنوبی وارد خدمت شد و در طی جنگ‌های علیه سرخپوستان و نبردهای سمینول حضور یافت. در سال ۱۸۵۶، اسلوکوم تصمیم گرفت از خدمت در ارتش کناره‌گیری و در رشته حقوق تحصیل کند. وی از همان دوران آموزش نظامی در اندیشه فراگیری قانون بود.

## جنگ داخلی
با آغاز جنگ داخلی، اسلوکوم در ۲۱ ماه مه ۱۸۶۱ با درجه سرهنگی به فرماندهی هنگ بیست و هفتم نیویورک برگزیده شد. در نخستین نبرد بول ران، هنگ خود را تحت فرماندهی ژنرال دیوید هانتر رهبری کرد. وی در طول نبرد به سختی زخمی شد و به مدت یک سال از خدمت نظامی و حضور در میدان نبرد به دور ماند. اسلوکوم در نهم اوت ۱۸۶۱ به درجه سرتیپی و در ماه ژوئیه ۱۸۶۲ به درجه سرلشکری ارتقا یافت. وی پس از بهبودی به میدان نبرد بازگشت و در کمپین پنین‌سولا و جنگ‌های هفت روزه حضور یافت. اسلوکوم در دومین نبرد بول ران نقش بزرگی ایفا کرد و نیروهای ژنرال جان پوپ را که با آشفتگی در برابر نیروهای جنوبی به عقب رانده شده بودند را پوشش داد. وی در خلال کمپین مریلند در منطقه ساوت مانتین به نبرد پرداخت و در هنگام نبرد آنتی تام فرماندهی یکی از نیروهای ذخیره ارتش اتحادیه را برعهده داشت که هرگز وارد میدان نبرد نشد. پس از نبرد آنتی تام، اسلوکوم به فرماندهی لشکر هفتم ارتش پوتوماک برگزیده شد و به سمت فردریکزبرگ حرکت کرد. اما به مانند آنتی تام، در طی نبرد نبرد فردریکزبرگ به عنوان یکی از فرمانده هان نیروهای ذخیره تنها دنبال کننده و تماشاگر میدان نبرد بود. سپس در برخلاف جنگ‌های گذشته، وی در طی نبرد چنسلورزویل جنگ خونینی را تجربه کرد و در طی این نبرد نیروهای بسیاری را از دست داد. پس از نبرد خونین چنسلورزویل، اسلوکوم فرماندهی نیروهایش را طی نبرد گتیسبرگ برعهده گرفت. جایی که عملکرد و فرماندهی اش به دلیل نداشتن سرعت کافی و جابجایی کند نیروهایش در طی این نبرد سرنوشت ساز بسیار مورد انتقاد و سرزنش دیگر فرمانده هان ارتش اتحادیه واقع شد.
در نخستین روز از نبرد گتیسبرگ، اسلوکوم به‌جای شتاب کردن به آرامی و کندی به سمت گتیسبرگ پیشروی کرد و بدون هیچ توجیهی منطقی حضور در میدان نبرد را به تأخیر انداخت. یکی از انتقادها به وی این بود که حتی نیروهایش تنها شش مایل پیشروی کرده بودند تا ظهر به گتیسبرگ می‌رسیدند. در روز دوم و سوم نبرد اسلوکوم در سمت راست ارتش اتحادیه شامل لشکر دوازدهم خودش به همراه لشکر یکم، ششم و یازدهم بر روی تپه کالپس قرار گرقت. در شب دوم ژوئیه، طی یک شورای نظامی با حضور فرمانده هان شمالی، ژنرال جورج مید فرمانده نیروهای اتحادیه پیرامون ماندن اینکه ارتش باید بماند و موقعیتش را نگه دارد یا می‌بایست عقب‌نشینی کند به بحث پرداخت که ژنرال اسلوکوم در پاسخ به ژنرال مید گفت: «بمان و از جنگیدن طفره رو.»
اسکولوم مایل بود از درگیری همه‌جانبه خودداری کند، اما به ماندن و از سرگرفتن نبرد موافق بود. دیدگاه وی نسبت به ادامه نبرد همراه با احتیاط و محافظه کاری همراه بود. در ادامه روز هنگامی که ژنرال مید از وی خواست با برداشتن لشکر پنجم و هفتم از سمت راست به نیروهای جنوبی یورش ببرد وی از انجام فرمان ژنرال مید خودداری کرد؛ زیرا بر این باور بود شرایط زمین برای انجام چنین حمله ای مناسب نیست. در ادامه نبرد وی به نیروهای ژنرال آلفوس ویلیامز از تیپ هشتم ارتش اتحادیه پیوست و همچنان به دفاع از موقعیت خود بر روی تپه کالپس پرداخت. هنگامی که نیروهای جنوب به فرماندهی ژنرال جیمز لنگستریت یورشی سراسری در سمت راست ارتش اتحادیه آغاز کردند، ژنرال مید به اسلوکوم فرمان داد تا با همه نیروهای روی تپه برای دفاع از سمت راست ارتش اتحادیه حرکت کند. اما اسلوکوم به ژنرال مید سفارش کرد که یک تیپ برای دفاع از تپه نگه دارد. بنابرایت تصمیم گرفته شد یک تیپ از ارتش اتحادیه به فرماندهی ژنرال جورج سیرس گرین از تپه دفاع کند. توصیه ژنرال اسکولوم بسیار هوشمندانه و حیاتی بود؛ زیرا پایداری همین تیپ بر روی تپه در برابر حمله فرعی نیروهای جنوب باعث شد که موقعیت ارتش اتحادیه از خطر بزرگی رهایی یابد.

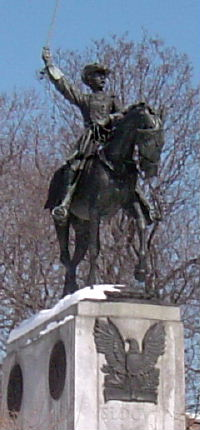
تندیس سرلشکر اسکولوم در پارک پراسپکت، بروکلین، نیویورک

پس از نبرد گتیسبرگ، در سپتامبر سال ۱۸۶۳، ژنرال اسلوکوم به همراه تیپ دوازدهم خود به ارتش کمبرلند در جبهه غربی نبرد در چاتانوگا پیوست و تحت فرمان ژنرال هوکر فرماندهی سپاه یازدهم ارتش اتحادیه را برعهده گرفت. اسلوکوم هیچ علاقه یا احترامی برای ژنرال هوکر بخاطر فرماندهی و عملکرد وی در نبرد چنسلورزویل قایل نبود. به همین دلیل درخواست کناره‌گیری خود از ارتش را به آبراهام لینکلن اعلام کرد که با مخالفت رئیس‌جمهور همراه بود. اما به ژنرال اسلوکوم وظیفه دیگری داده شد و از این جهت که به خدمت نظامی خود همراه با ژنرال هوکر پایان می‌دهد تا اندازه آسوده‌خاطر شد. وظیفه جدید اسلوکوم این بود تا از راه‌آهن نشویل به چاتانوگا در برابر حمله ناگهانی جنوبی‌های دفاع کند. در آوریل ۱۸۶۴ به فرماندهی نیروهای اتحادیه در ویکسبورگ برگزیده شد که سرتاسر در فساد و آشفتگی به‌سر می‌برد. اسلوکوم چنان در کار خود موفق بود شرایط را روبه راه کرد که هنگامی درخواست انتقال بعنوان فرمانده نیروی زمینی را داد با مخالفت ژنرال یولیسیز سایمن گرانت روبرو شد.
هنگامی که ژنرال ویلیام شرمن، کمپین آتلانتا را از سرگرفت. هنری اسلوکوم را برای فرماندهی تیپ بیستم ارتش اتحادیه برگزید. در ۲ سپتامبر ۱۸۶۴، مردان ژنرال اسلوکوم توانستند آتلانتا مرکز ایالت جورجیا را تصرف کنند. ژنرال اسلوکوم پس از اشغال آتلانتا، در اوج پیشروی ارتش اتحادیه بسمت دریا، فرماندهی جناح چپ ارتش ژنرال ژرمن را برعهده داشت. در طی کمپین کارولیناس، سپاه وی در نبرد بنتون‌ویل و نبرد آورزبورو جنگید و در ۱۳ آوریل ۱۸۶۵ وارد کارولینای شمالی شد. در ۲۶ آوریل ۱۸۶۵، ژنرال ارتش جنوب جوزف جانستون به همراه همه نیروهای خود تسلیم ارتش اتحادیه شد که پس از آن ژنرال اسلوکوم در مقام فرماندهی ارتش جورجیا، جهت گزارش دستاورد جنگ به واشینگتن فراخوانده شد.

## پس از جنگ
اسلوکوم پس از کناره‌گیری از ارتش در سپتامبر سال ۱۸۶۵ به سیراکیوس، نیویورک بازگشت و به سیاست و حقوق روی آورد. وی تلاش ناموفقی برای عضویت در فرمانداری نیویورک داشت و پس از آن در بروکلین، نیویورک ماندگار شد و برای سه دوره به عنوان نماینده حزب دموکرات به مجلس نمایندگان ایالات متحده راه یافت. همچنین وی به عنوان عضو هیئت مدیره انجمن یادبود نبرد گتیسبرگ به فعالیت پرداخت. همچنین وی در سال ۱۸۸۴، هنگام مراسم بازگشایی پل بروکلین که با حضور هزاران شهروند نیویورکی همراه بود به عنوان یکی از نماینگان برگزار کننده حضور یافت. اسلوکوم تا پیان عمر در بروکلین زندگی کرد و در همان محل در ۱۴ آوریل ۱۸۹۴ درگذشت.